# Храстава
Храстава (чеськ. Chrastava), нім.: Кратцау нім. Kratzau) — місто в Чехії.

## Географія
Місто Храстава розташоване у північно-західній частині Чехії, на території Ліберецького краю, на захід від Ізерських гір, у місці впадіння річки Єржице в Нісу-Лужицьку, на висоті 350 метрів над рівнем моря.

## Історія
Імовірно поселення на місці нинішньої Храстави з'явилося в XIII столітті, коли король Чехії Пржемисл Отакар II почав до цієї чеської прикордонної області залучати переселенців для її освоєння. Вперше письмово згадується 1352 під назвою Craczauia. Першими жителями Храстави були гірники із саксонського міста Пірна, які добували тут у горах мідь, олово, свинець, срібло і золото. У XV столітті місто зайняте гуситами, які організовували звідси походи в Лужиці. У тому ж столітті на обох берегах річки Єржице поступово з'явилися укріплені фортечними стінами поселення.
1527 Храстава отримала міські права. Після Тридцятилітньої війни в місті протягом декількох століть бурхливо розвивається текстильна промисловість, а потім і машинобудування (переважно виробництво текстильних машин).
Під час Другої світової війни на місцевій фабриці боєприпасів Spreewerk Kratzau Протекторат Богемія налагодив масове виробництво бойових гранат. На цьому підприємстві працювали ув'язнені з таборів Ґросс-Розен, що знаходився поблизу.
Після Другої світової війни чеський комуністичний уряд провів масові етнічні чистки німецького населення міста, 1948 більшість була депортована до російської та англійської зони окупації Німеччини. Тоді кількість жителів Храстави з 1945 по 1948 зменшилася більш, ніж удвічі - з 8 тис. до 3 тис. людей.
7 серпня 2010 в місті сталася повінь.

## Населення
| Рік  | Чисельність | Чисельність |
| ---- | ----------- | ----------- |
| 1869 | 6680        | [ 5 ]       |
| 1880 | 6814        | [ 5 ]       |
| 1890 | 6781        | [ 5 ]       |
| 1900 | 6983        | [ 5 ]       |
| 1910 | 7671        | [ 5 ]       |
| 1921 | 6996        | [ 5 ]       |
| 1930 | 7264        | [ 5 ]       |

| Рік  | Чисельність | Чисельність |
| ---- | ----------- | ----------- |
| 1950 | 4654        | [ 5 ]       |
| 1961 | 4807        | [ 5 ]       |
| 1970 | 4900        | [ 5 ]       |
| 1980 | 5200        | [ 5 ]       |
| 1991 | 5597        | [ 5 ]       |
| 2001 | 5944        | [ 5 ]       |
| 2014 | 6217        | [ 6 ]       |

| Рік  | Чисельність | Чисельність |
| ---- | ----------- | ----------- |
| 2016 | 6213        | [ 7 ]       |
| 2017 | 6189        | [ 8 ]       |
| 2018 | 6224        | [ 9 ]       |
| 2019 | 6281        | [ 10 ]      |
| 2020 | 6298        | [ 11 ]      |
| 2021 | 6279        | [ 12 ]      |
| 2021 | 6091        | [ 13 ]      |

| Рік  | Чисельність | Чисельність |
| ---- | ----------- | ----------- |
| 2022 | 6260        | [ 14 ]      |
| 2023 | 6316        | [ 15 ]      |
| 2024 | 6340        | [ 16 ]      |
| 2025 | 6315        | [ 3 ]       |

| Рік  | Чисельність | Чисельність |
| ---- | ----------- | ----------- |
| 1869 | 6680        | [ 5 ]       |
| 1880 | 6814        | [ 5 ]       |
| 1890 | 6781        | [ 5 ]       |
| 1900 | 6983        | [ 5 ]       |
| 1910 | 7671        | [ 5 ]       |
| 1921 | 6996        | [ 5 ]       |
| 1930 | 7264        | [ 5 ]       |

| Рік  | Чисельність | Чисельність |
| ---- | ----------- | ----------- |
| 1950 | 4654        | [ 5 ]       |
| 1961 | 4807        | [ 5 ]       |
| 1970 | 4900        | [ 5 ]       |
| 1980 | 5200        | [ 5 ]       |
| 1991 | 5597        | [ 5 ]       |
| 2001 | 5944        | [ 5 ]       |
| 2014 | 6217        | [ 6 ]       |

| Рік  | Чисельність | Чисельність |
| ---- | ----------- | ----------- |
| 2016 | 6213        | [ 7 ]       |
| 2017 | 6189        | [ 8 ]       |
| 2018 | 6224        | [ 9 ]       |
| 2019 | 6281        | [ 10 ]      |
| 2020 | 6298        | [ 11 ]      |
| 2021 | 6279        | [ 12 ]      |
| 2021 | 6091        | [ 13 ]      |

| Рік  | Чисельність | Чисельність |
| ---- | ----------- | ----------- |
| 2022 | 6260        | [ 14 ]      |
| 2023 | 6316        | [ 15 ]      |
| 2024 | 6340        | [ 16 ]      |
| 2025 | 6315        | [ 3 ]       |

|  |

## Міста-побратими
- Айхштет, Німеччина
- Львувек-Шльонський, Польща